# Glen Allen (Virginia)
Glen Allen is een plaats (census-designated place) in de Amerikaanse staat Virginia, en valt bestuurlijk gezien onder Henrico County.

## Demografie
Bij de volkstelling in 2000 werd het aantal inwoners vastgesteld op 12.562.

## Geografie
Volgens het United States Census Bureau beslaat de plaats een oppervlakte van
22,9 km², geheel bestaande uit land. Glen Allen ligt op ongeveer 84 m boven zeeniveau.

## Plaatsen in de nabije omgeving
De onderstaande figuur toont nabijgelegen plaatsen in een straal van 12 km rond Glen Allen.